# Hua pi 2
Pour les articles homonymes, voir Painted Skin.
Série
Hua pi
(2008)
Pour plus de détails, voir Fiche technique et Distribution.
Hua pi 2 (畫皮II, Huà Pí Èr) est un film chinois sorti en 2012 et réalisé par Wu Ershan, avec Zhao Wei, Zhou Xun, Chen Kun, Yang Mi, Feng Shaofeng, Kris Phillips et Chen Tingjia.

## Synopsis
Pendant les 500 ans qui ont passé depuis les événements du premier film, le démon renard Xiaowei a été emprisonné dans la glace pour avoir violé le code des démons. Que'er, un oiseau démon excentrique, sauve Xiaowei. Ensemble, ils partent à la recherche d'un homme prêt à donner son cœur à Xiaowei, afin que celle-ci puisse devenir humaine. Ils font tout d'abord la rencontre d'un Prince sauvage. Celui-ci se voit retirer le cœur de force lorsqu'il rit à la proposition du démon. Xiaowei utilise alors ses pouvoirs magiques pour appâter un autre donneur potentiel, un général portant un masque d'or couvrant la moitié de son visage. Intriguée par l'identité du général, Xiaowei découvre plus tard que son sauveur n'est pas un homme, mais une femme dont la moitié du visage est défiguré.
Xiaowei accompagne la mystérieuse femme jusqu'à la Cité Blanche, où la femme se révèle être la Princesse Jing, la plus jeune des filles de la famille régnante, qui vient inspecter l'avant-poste militaire dirigé par le Général Huo Xin. Huo était autrefois un des gardes du corps de Jing, et ils développèrent des sentiments profonds l'un envers l'autre. Cependant, Huo resta fidèle à son poste et refusa de lui avouer ses sentiments. Le visage de la Princesse Jing fut défiguré par un ours tandis qu'elle partit seule en forêt. Huo arriva trop tard mais parvint à tuer la bête et à sauver la Princesse.
Ce soir là, dansant pour Jing, Huo et ses hommes, Xiaowei enchante le général. Ignorant que Xiaowei a ensorcelée Huo, et se sentant trahis par ce dernier, la Princesse Jing se jette dans un lac, mais est sauvée par Xiaowei. Révélant ses pouvoirs magiques à Jing, Xiaowei suggère que le visage défiguré de la Princesse empêche Huo de l'aimer. Xiaowei persuade Jing d'échanger leur apparence pendant une nuit, afin de tester Huo.
Pendant ce temps, Que'er, qui se promène la nuit dans la Cité Blanche, est accosté par deux crapules. Pang Lang, un habitant de la ville qui prétend être un descendant d'une famille de chasseur de démons, intervient. Cependant Que'er arrache le cœur d'un des malfrats, révélant ainsi sa vraie nature. Pang Lang tente de prévenir Huo au sujet des démons, mais est intercepté par les gardes qui ne le laissent pas entrer.
Cette nuit, Jing déguisée en Xiaowei, séduit Huo, toujours envoûté par le démon. Le lendemain, exploitant le désir de Jing d'être avec Huo, Xiaowei suggère à la Princesse qu'elles échangent d'apparence définitivement. Huo entre et, dans une dernière tentative, Jing lui dévoile l'identité de Xiaowei et lui ordonne de la tuer. L'enchantement empêche le général de suivre cet ordre. Dans un élan de colère, Jing attaque Huo.
Soudain, l'armée du royaume voisin, Tianlang, dirigée par un sorcier maléfique, arrive à la Cité Blanche afin de réclamer la Princesse Jing, qui a été fiancé au Prince de Tianlang. Jing refuse le mariage, forçant Huo à protéger la cité. Jing met un terme aux combats en menaçant de s’ôter la vie. Les Tianlang acceptent de se retirer si Jing promet de se donner au Prince dans 3 jours. Ne souhaitant épouser un autre homme que Huo, Jing offre son cœur à Xiaowei afin qu'elles échangent de corps et donc de destin.
Xiaowei, maintenant dans le corps de Jing, arrive au camp des Tianlang et découvre alors que son fiancé n'est autre que le Prince sauvage dont elle s'était nourrie du cœur. Les Tianlang prévoient de prendre le cœur de Xiaowei afin de le donner au Prince. Dorénavant humaine et donc privée de ses pouvoirs de démon, Xiaowei réalise qu'elle n'a aucun moyen de s'en sortir.
Que'er révèle à Pang Lang que Xiaowei et Jing ont changé d'identité. Le chasseur de démon informe alors Huo. Avant que Jing n'ait pu se nourrir de son premier cœur, complétant ainsi sa transformation en démon définitivement, Huo intervient. Il se rend aveugle afin de montrer à Jing son engagement envers elle, brisant ainsi le sortilège de Xiaowei. Que'er, Pang Lang, Jing et Huo se rendent au camp des Tianlang afin de récupérer le cœur de Jing. Ils réussissent à vaincre les forces ennemies, mais Que'er est tuée dans la bataille. Huo offre son cœur à Xiaowei en échange de celui de Jing, mais Xiaowei décide de rendre son cœur à Jing sans prendre le sien. L'âme de Xiaowei fusionne avec le corps de Jing, et le visage de la Princesse est soigné durant le processus. Le film se termine avec Huo et Jing vivant heureux, tandis que Pang Lang rencontre un oiseau ressemblant à Que'er dans sa vraie forme et obtient une plume similaire à celle qu'il eut lors de leur première rencontre.

## Fiche technique
- Titre original : 畫皮II, Huà Pí Èr
- Titre anglais : Painted Skin: Resurrection

## Distribution
- Zhao Wei : Princess Jing
- Zhou Xun : Xiaowei
- Chen Kun : Huo Xin
- Zhou Xun : Xiaowei
- Yang Mi : Que'er
- Feng Shaofeng : Pang Lang
- Kris Phillips : Sorcier de Tianlang
- Chen Tingjia : Reine de Tianlang
- Morgan Benoit : Loups esclaves de Tianlang